# Pogonatum pergranulatum
Pogonatum pergranulatum là một loài rêu trong họ Polytrichaceae. Loài này được P.C. Chen mô tả khoa học đầu tiên năm 1955.